# Union Cycliste Internationale
A Union Cycliste Internationale (UCI) (União Ciclista Internacional (português europeu) ou União Ciclística Internacional (português brasileiro)) é uma associação internacional das federações nacionais de ciclismo, sem fins lucrativos, fundada em 4 de Abril de 1900. A sede da UCI situa-se em Aigle, Suíça.
A União Velocipédica Portuguesa – Federação Portuguesa de Ciclismo está filiada nesta entidade, com várias provas, incluindo a Volta a Portugal, inscritas no seu calendário.

## História

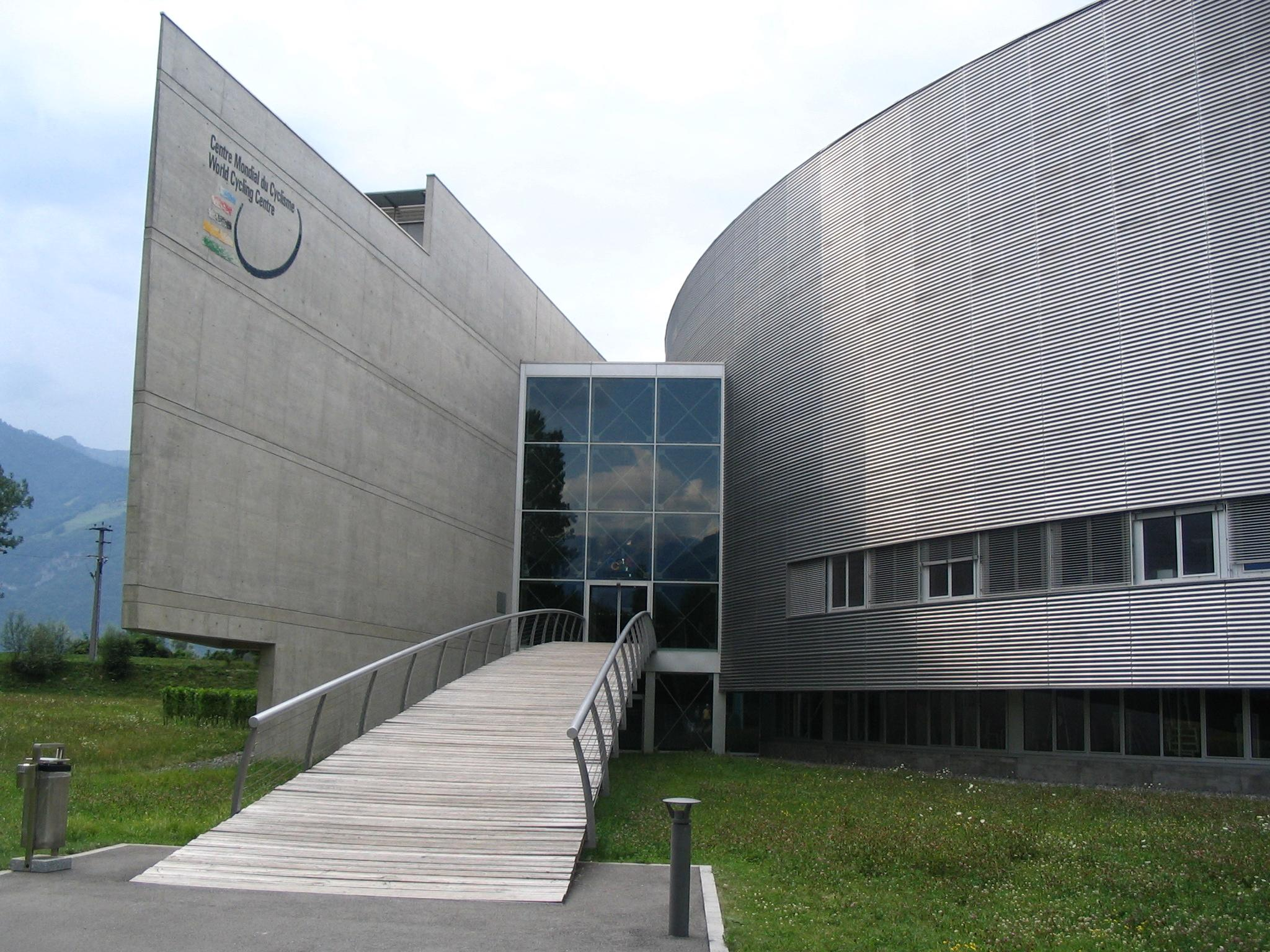
Entrada da sede da UCI.

A UCI foi fundada em 4 de Abril de 1900 na cidade de Paris pelas organizações nacionais de ciclismo da Bélgica, Estados Unidos, França, Itália, e Suíça.
Em 2004, a UCI construiu um  novo velódromo de 200 metros no novo centro mundial de ciclismo juntamente à sua sede.

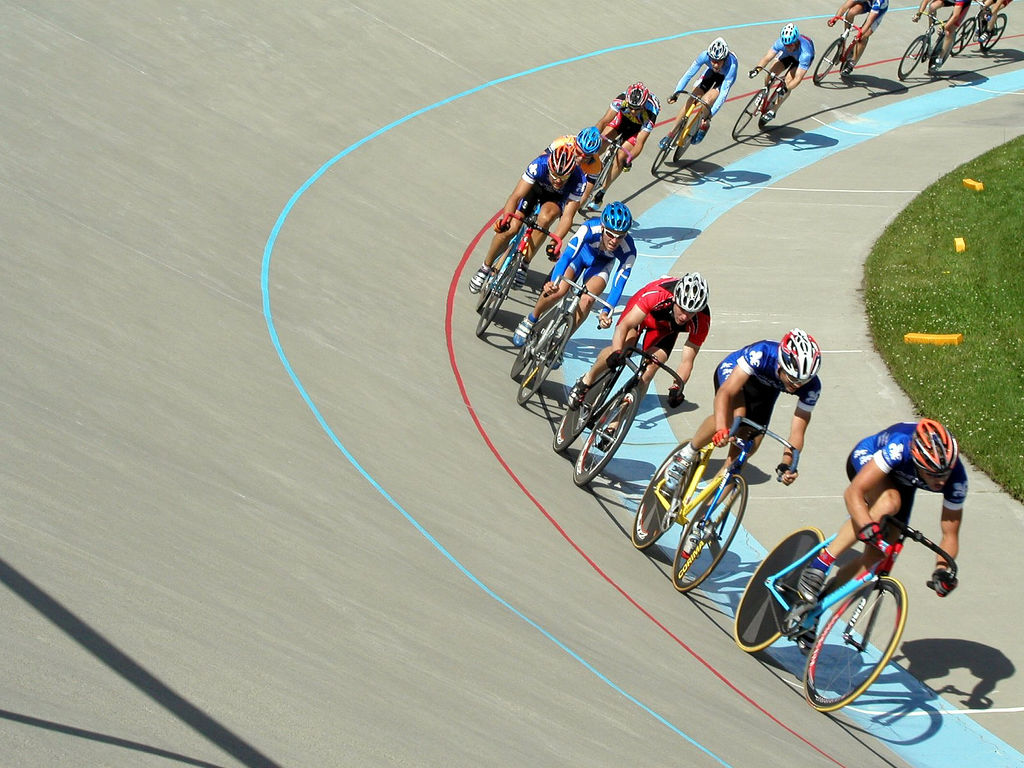
Atletas num velódromo.

### Presidentes
| #   | Nome               | Nacionalidade | Mandato   | Refs. |
| --- | ------------------ | ------------- | --------- | ----- |
| 1.  | Emile De Beukelaer | Bélgica       | 1900–1922 |       |
| 2.  | Léon Breton        | França        | 1922–1936 |       |
| 3.  | Max Burgi          | Suíça         | 1936–1939 |       |
| 4.  | Alban Collignon    | Bélgica       | 1939–1947 |       |
| 5.  | Achille Joinard    | França        | 1947–1958 |       |
| 6.  | Adriano Rodoni     | Itália        | 1958–1981 |       |
| 7.  | Luis Puig          | Espanha       | 1981–1990 |       |
| 8.  | Hein Verbruggen    | Países Baixos | 1991–2005 | [ 4 ] |
| 9.  | Pat McQuaid        | Irlanda       | 2005–2013 |       |
| 10. | Brian Cookson      | Reino Unido   | 2013–2017 |       |
| 11. | David Lappartient  | França        | 2017–     | [ 5 ] |

## Actividade
A UCI emite licenças para os corredores competirem, e reforça regras de disciplina, como por exemplo sobre o doping. Também administra as classificações de corridas e os pontos para a classificação em várias modalidades, incluindo Mountain bike, Ciclismo de estrada e BMX, ambos para homens e mulheres, amadores e profissionais. Também organiza campeonatos mundiais — em que países diferentes competem ao invés das equipes comerciais — em várias categorias e diferentes modalidades. Os vencedores dessas competições têm o direito de vestir uma camisa especial com um arco-íris no ano seguinte, e de vestir uma camisa também com um arco-íris nas mangas e na gola durante o resto da carreira.

### Principais objetivos
- Regulamentar o ciclismo, suas categorias e suas modalidades
- Promover o ciclismo em todos os países e em todas as categorias
- Organizar campeonatos mundiais para todas categorias
- Promover uma aproximação entre os membros da família ciclística
- Promover a ética no esporte e competições limpas
- Representar o ciclismo e defender seus interesses em corporações nacionais e internacionais
- Colaborar com o Comitê Olímpico Internacional em relação a eventos ciclísticos

A organização também dá atenção especial para certos tópicos:
- Treinamento e desenvolvimento de atletas
- Luta contra o doping — por mais de 40 anos, a saúde dos ciclistas e a promoção da ética no esporte são interesses da UCI
- Desenvolvimento de equipamento — como forma de diminuir os riscos causados pela falta de atenção aos cuidados do ciclismo
- Ética — um código que guie os princípios e ações dos atletas
- Uma boa direção — é o meio, em termos estruturais e de procedimento, que permite a concretização do código de ética
- Proteção do meio ambiente — como Federação Internacional, a UCI é acometida por esta responsabilidade
- Promover o ciclismo feminino — o aumento anual do número de participantes nas Copas do Mundo de Ciclismo Feminino é um exemplo da importância que a UCI dá em promover o ciclismo feminino
- Envolver povos socialmente excluídos — dar a todos a oportunidade de expressar seu potencial é sempre um objetivo para a UCI e IPC.[7]

## UCI World CupeProTour
De 1988 a 2004, a UCI promoveu a UCI World Cup, uma competição englobando as principais corridas de estrada de um dia da temporada. Em 2005 ela foi substituída pela UCI ProTour, que inclui corridas maiores de estágios (o Tour de France, Giro d'Italia e Vuelta a España) e corridas curtas de um dia em maior escala.
Em 2011 a UCI fundiu o UCI Pro Tour com o Ranking Anual UCI dando origem ao UCI World Tour.

## Circuitos continentais
As principais corridas estão organizadas em Elite (ME) e U-23 (MU) num calendário continental que começa e se desenrola no ano. Os circuitos das provas estão organizadas por continentes; Africa Tour, America Tour, Asia Tour, Europe Tour e Oceania Tour.

## Bicicleta de montanha
Nas provas de Bicicleta de montanha, a Mountain Bike World Championships é a mais importante competição anual. Ela inclui modalidades como o cross-country, downhill e 4-cross.
A UCI Mountain Bike World Cup é uma série de corridas realizadas anualmente desde 1991.